# Idiogomphoides ictinia
Idiogomphoides ictinia är en trollsländeart som först beskrevs av Selys 1878.  Idiogomphoides ictinia ingår i släktet Idiogomphoides och familjen flodtrollsländor. Inga underarter finns listade i Catalogue of Life.